# 6KH4刺刀
刺刀（又稱：M1974刺刀、AKM第2型刺刀；為其在俄罗斯国防部火箭炮兵装备总局的代號）是一款由苏联圖拉兵工廠（現為俄聯邦儀器設計局）和伊热夫斯克机械工厂所生產的制式多用途刺刀。

## 歷史
6KH4在1960年代後期與AKM、AK-74一起採用，並且取代了6KH3刺刀。
6KH4刺刀的生產在1984年結束，被AK-74與AN-94所配用的6KH5刺刀所取代。

## 設計
6KH4基於6KH3刺刀的設計，因此同樣刀片以上開有的夾點通孔，藉以與刀鞘的凸起駐筍結合以後用作切割鐵絲網的鐵絲剪；刀鞘和握柄的設計與形狀都進行了重大改進。
6KH4安裝環的設計既可讓其裝在AK、AKM、AK-74突击步枪，以至SVD狙击步枪（精確射手步槍）的槍口以上一起使用。
6KH4的刀片部分的設計與6KH3刺刀的設計相互吻合：單片式刀刃、兩片式刀尖，而偏刀背的一邊為凹形刀片。
6KH4的刀背上具有鋸齒，可用以鋸切钢條；刀身以上具有夾點開孔。
與6KH3刺刀不同在於，6KH4的兩片橙色酚醛塑料側板式握柄具有钢製頭。
6KH4通過橫檔以上的槍口環與步槍的槍口保護器所連接，並且以方形金属刀柄尾部所設有的Ｔ型槽、以及其以下的彈簧閂固定於步槍的刺刀座以上。6KH4在與槍管下方、步槍導氣箍底部連接的刀柄尾部特別加強。
6KH4的刀鞘是由钢所製成，而刀鞘在幾乎整體長度以上都覆蓋有塑料，並且配備了一顆橢圓形的銷釘式絕緣塗層，用於在接觸帶電鐵絲網或是帶刺鐵絲網時與刺刀共享保護使用者的效果。

## 生產
區分6KH4的生產商的方法是握柄或護套的生產商印上的標記形狀：
- 伊热夫斯克生產的會印上「三角形（△）中的箭頭（↑）」的標記
- 圖拉則是「星形（☆）中的箭頭（↑）」標記

同時，蘇聯對各個東方集團國家，其中包括在保加利亞、東德、埃及、伊拉克、伊朗、中國、朝鲜、波蘭、羅馬尼亞和南斯拉夫出口其設計，讓當地各間工廠生產其彷製型以配用於其本土型AKM。
東方集團國家生產的刺刀的變化通常會在構造細節上有所不同，例如波蘭版本與原版的主要區別在於刀背取消了鋸齒，而且採用了與6H3刺刀相同的、裝有橡膠帽的金屬刀鞘；中国版本“86式”的民用款式则完全取消了夹点开孔以及刀鞘上的凸起驻笋，军用款式则与原版完全相同。
東德國家人民軍以及兩德統一以後吸收了它的德國聯邦國防軍都有採用該刺刀。後者還改變該剩餘物資的外表顏色，以至在其他細節上作出修改，使得它們對應HK G36。

## 應用
在21世紀，6KH4刺刀遍布世界各地，並用於各種衝突當中。

## 使用國
- 埃及
- 伊朗
- 伊拉克
- 俄羅斯

### 前使用國
- 保加利亞人民共和國
- 中华人民共和国
- 德国
  -  东德

- 波蘭
- 羅馬尼亞
- 苏联
- 南斯拉夫

## 圖集

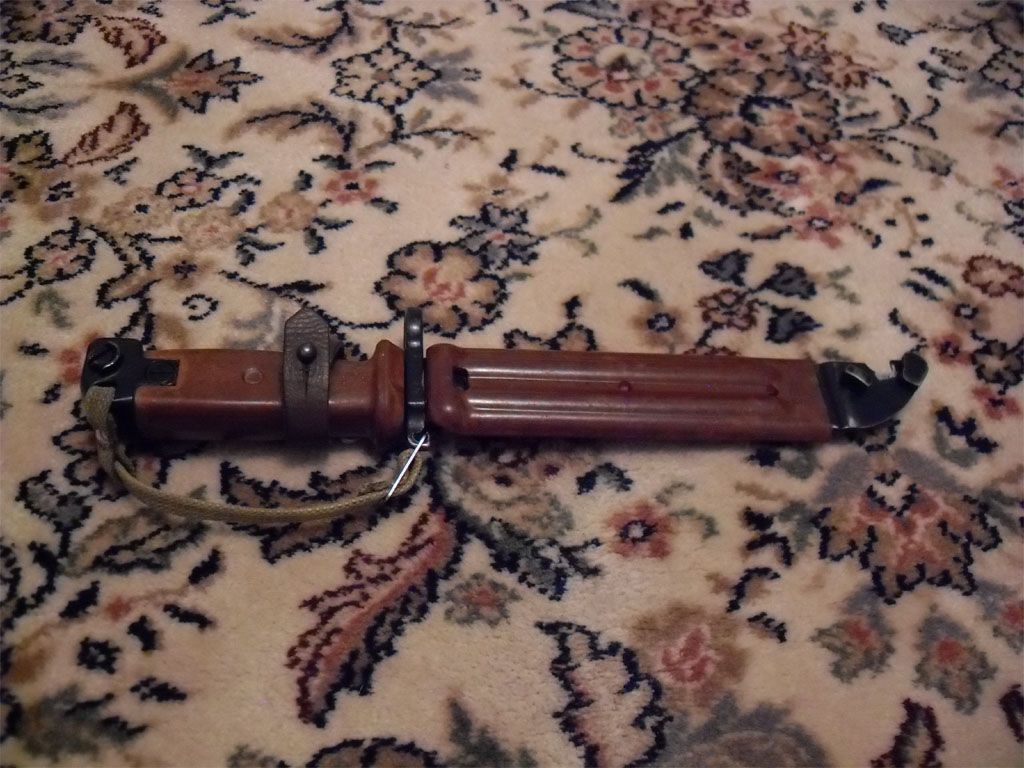
收入刀鞘的6KH4刺刀。
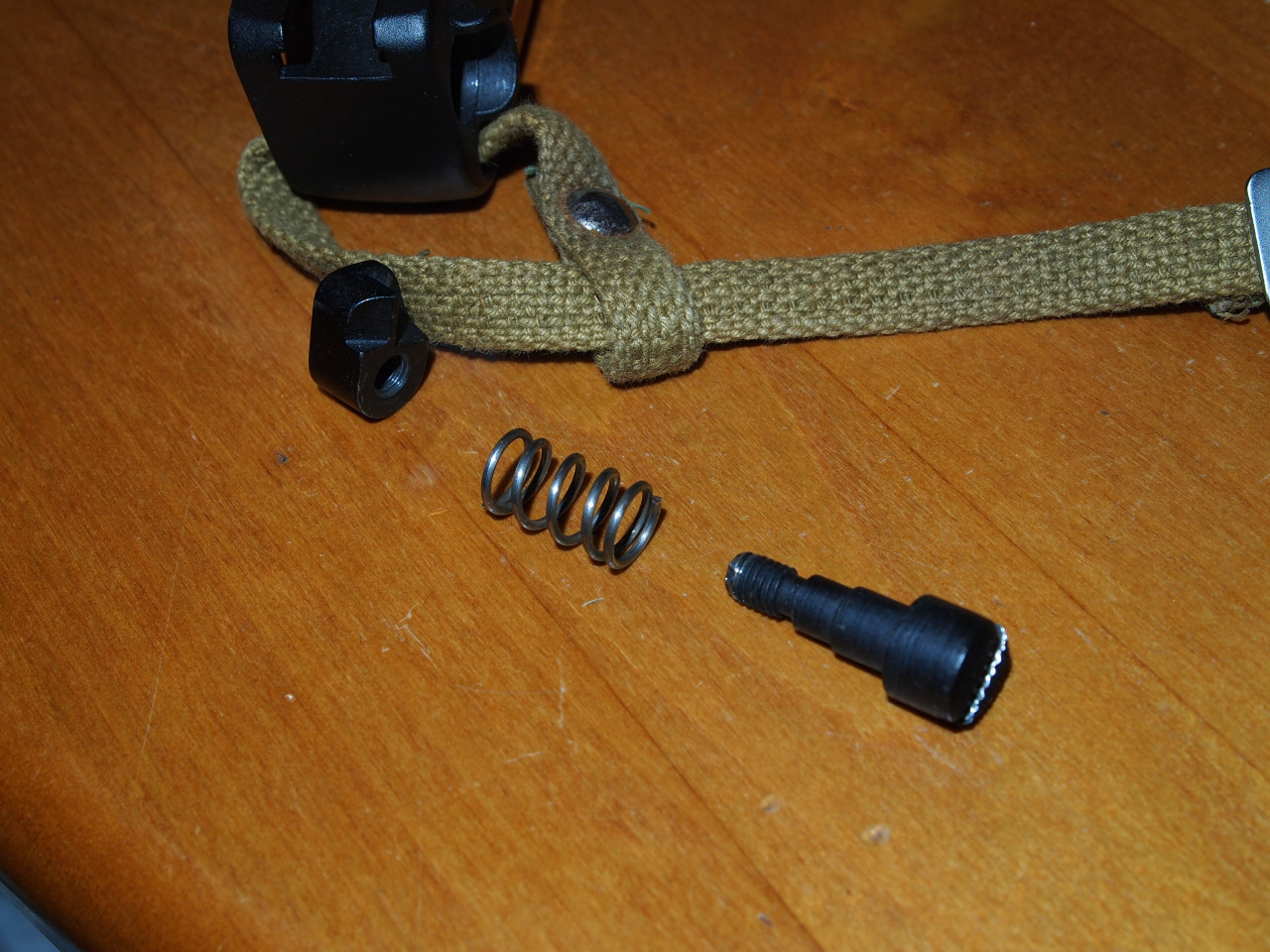
彈簧式閂鎖與刺刀握柄頭。
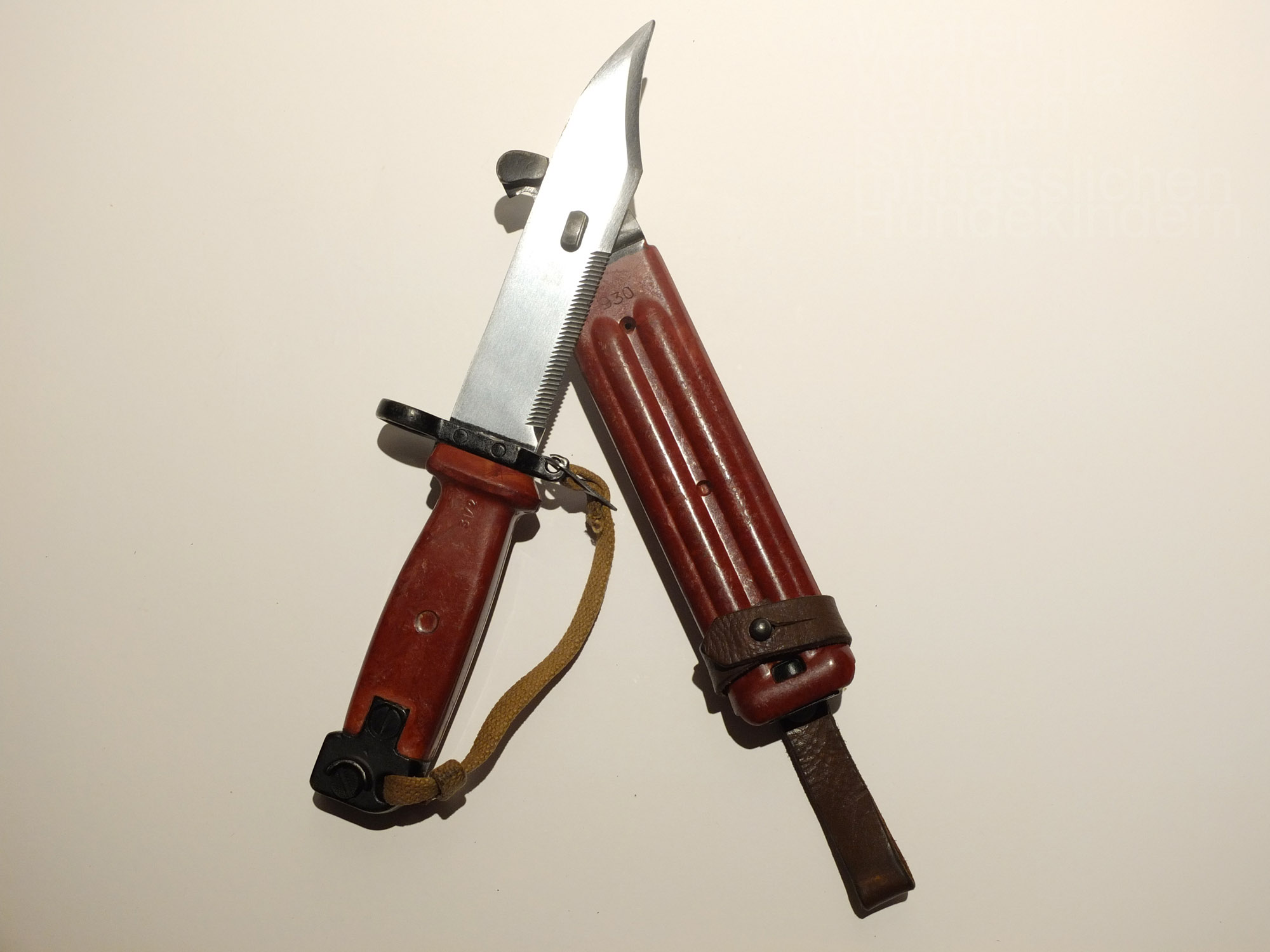
刀鞘與刺刀結合以後，就像一柄剪線鉗。
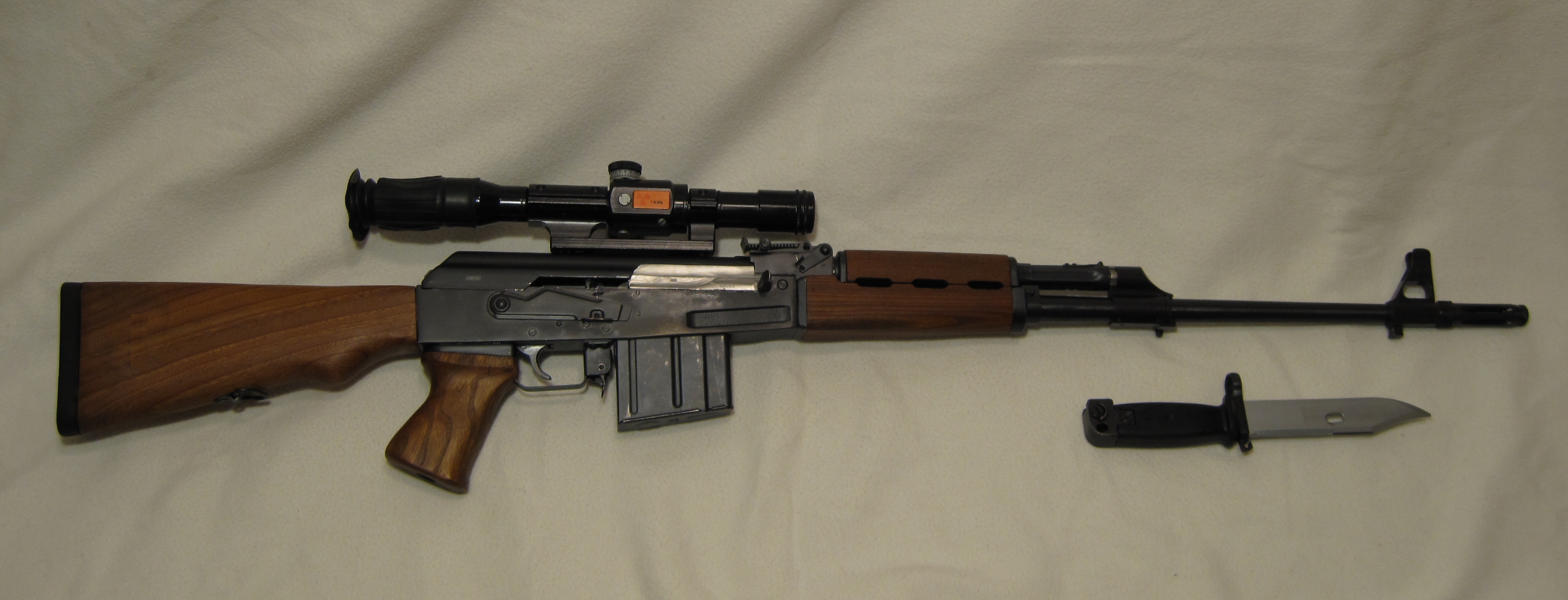
扎斯塔瓦M76及6KH4刺刀。
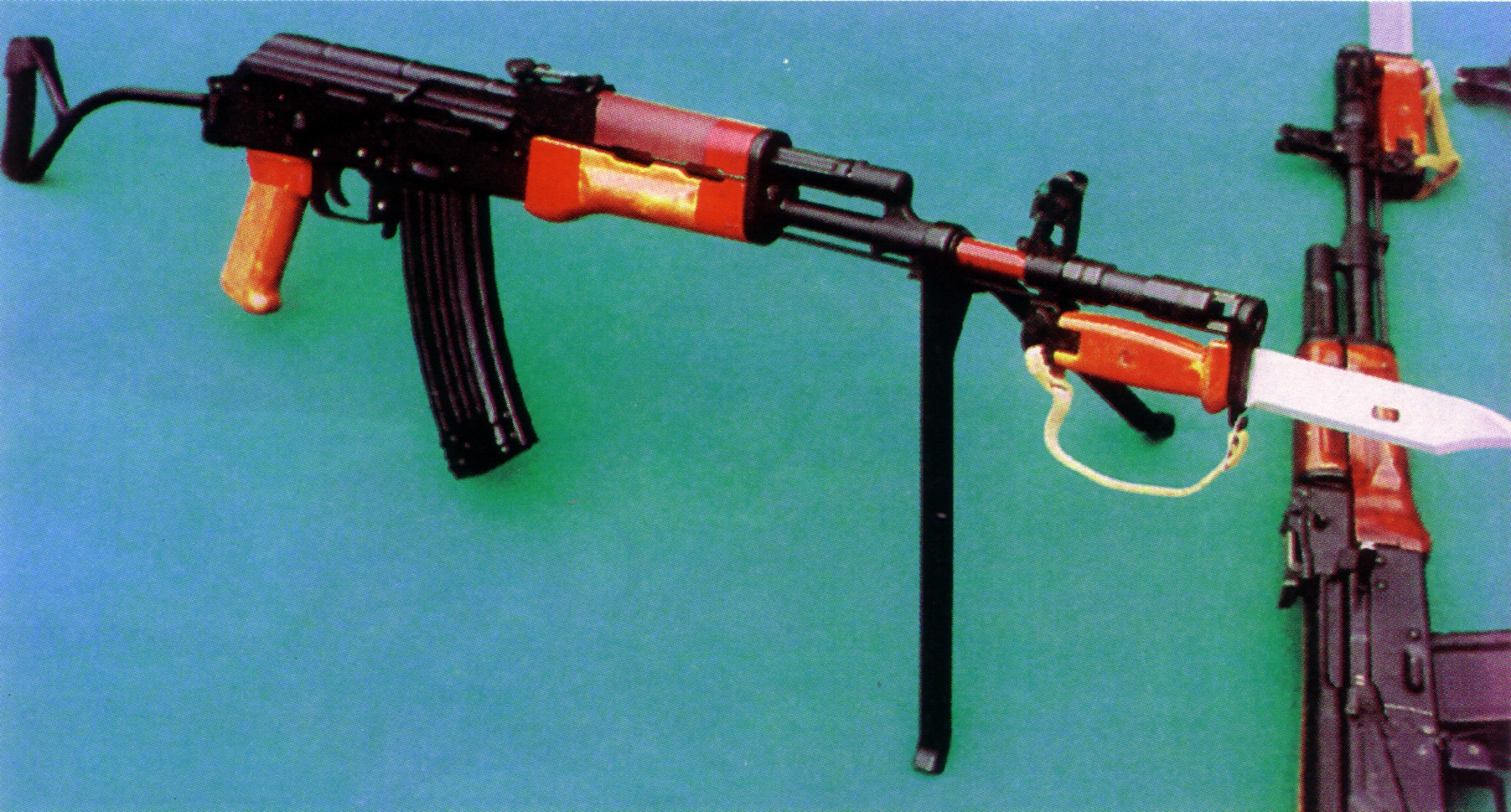
裝上了6KH4刺刀的Wz._1988「鉭」突擊步槍，留意其刺刀背無鋸齒，即波蘭生產版本。
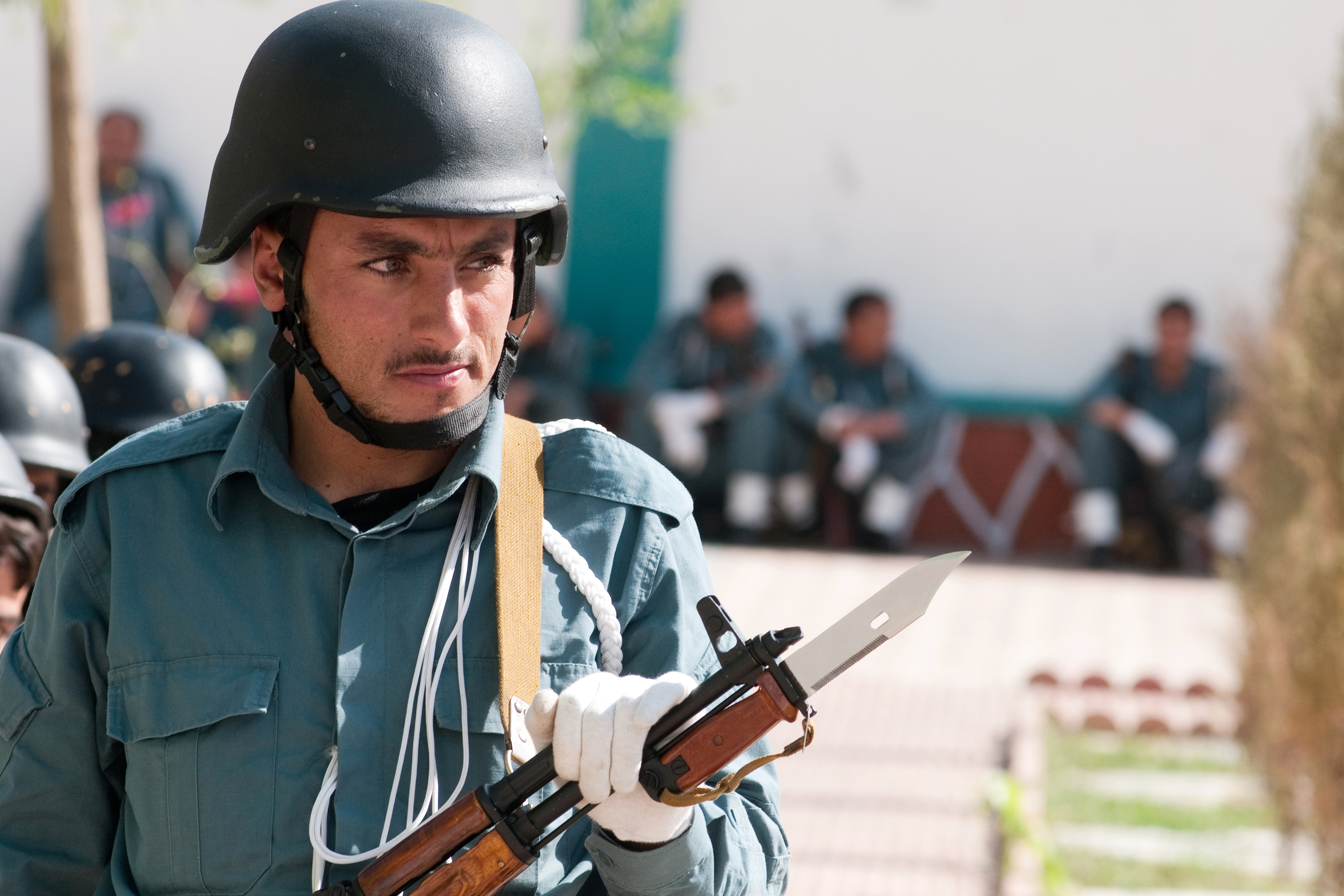
阿富汗警察手上、裝上了6KH4刺刀的自動步槍。
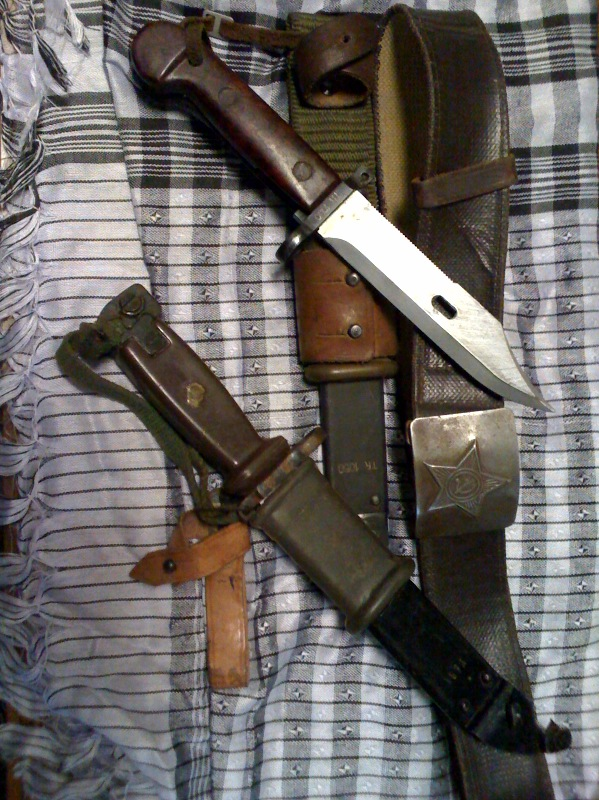
上：6KH3刺刀 下：6KH4刺刀

## 資料來源
1. 1 2 3 4  Кулинский А. Н. Штык к автомату АКМ (The knife-bayonet to the p. 1959 AKM) // Русское холодное оружие XVIII-XX вв.. — 5 000. — Санкт-Петербург: «Атлант», 2001. — Т. 2. — С. 206. — 280 с. — ISBN 5-901555-05-8.
2. ↑  .   [2015-09-25]. （原始内容存档于2015-09-27）.
3. 1 2 3 4  Монетчиков С. «Пуля — дура, штык — молодец» （页面存档备份，存于） // Братишка : Ежемесячный журнал подразделений специального назначения. — М.: ООО «Витязь-Братишка», 2007. — № 12. — С. 42-45.
4. ↑  AK-Bajonett 6Ch4 Infoblatt der Sammlung Hugo Schürer Version (Version 1972) （页面存档备份，存于） (eingesehen am 5. Oktober 2019).
5. ↑  AK-Bajonett 6Ch4 Infoblatt der Sammlung Hugo Schürer (Version 1974) （页面存档备份，存于） (eingesehen am 5. Oktober 2019).
6. ↑  .   [2015-10-01]. （原始内容存档于2016-02-23）.

## 外部連結
- （英文）—.   [2015-09-25]. （原始内容存档于2015-09-27）.
- （俄文）—.   [2015-09-25]. （原始内容存档于2015-09-27）.
- （简体中文）—D Boy Gun World（槍炮世界）— 卡拉什尼科夫专辑—刺刀（页面存档备份，存于）
- YouTube上的Видеообзор «Советская ножевая классика: штык-нож АКМ/АК74 тип 2 (6х4 "Рыжик")»